# Jodłówka pospolita
Jodłówka pospolita (Abietinella abietina (Hedw.) M. Fleisch.) – gatunek mchu należący do rodziny tujowcowatych (Thuidiaceae). Jest to mały mech z wyprostowanymi łodygami i rozłożystymi gałązkami, przez co wyglądem przypomina maleńki iglak. W Polsce roślina pospolita.

## Morfologia
Tworzy luźne darnie, początkowo żółtozielone, z czasem brunatniejące. Łodygi wzniesione, pojedynczo pierzaste, o wysokości 2–10 cm (rzadko 12 cm). Na łodydze głównej liście są sercowate, o lekko zaostrzonym szczycie i kilku podłużnych fałdach, długości zwykle 1,8 mm i szerokości 1,2 mm, z zakresem długości od 1–2 mm. Liście gałązkowe jajowato-lancetowate, długości 1 mm i szerokości 0,5 mm. Komórki blaszki liściowej brodawkowane, grubościenne. Pojedyncze żebro nie dochodzi do szczytu liścia. Seta dorasta do 3 cm długości, żółtoczerwona. Puszka zarodni cylindryczna, lekko wygięta o wymiarach 1,8 na 0,5 mm i stożkowatym wieczku. Zarodniki zielone, brodawkowane.

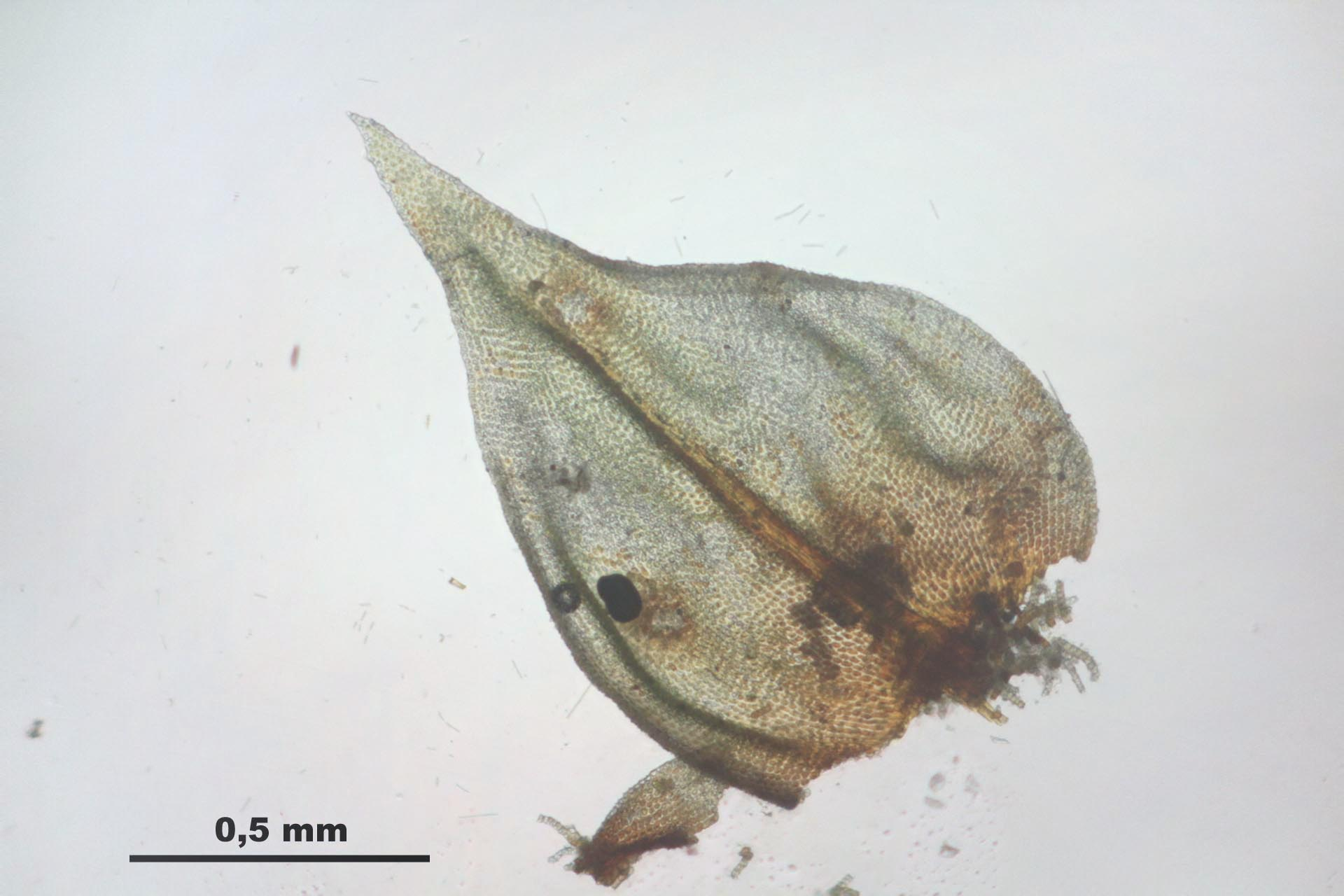
Liść łodygowy
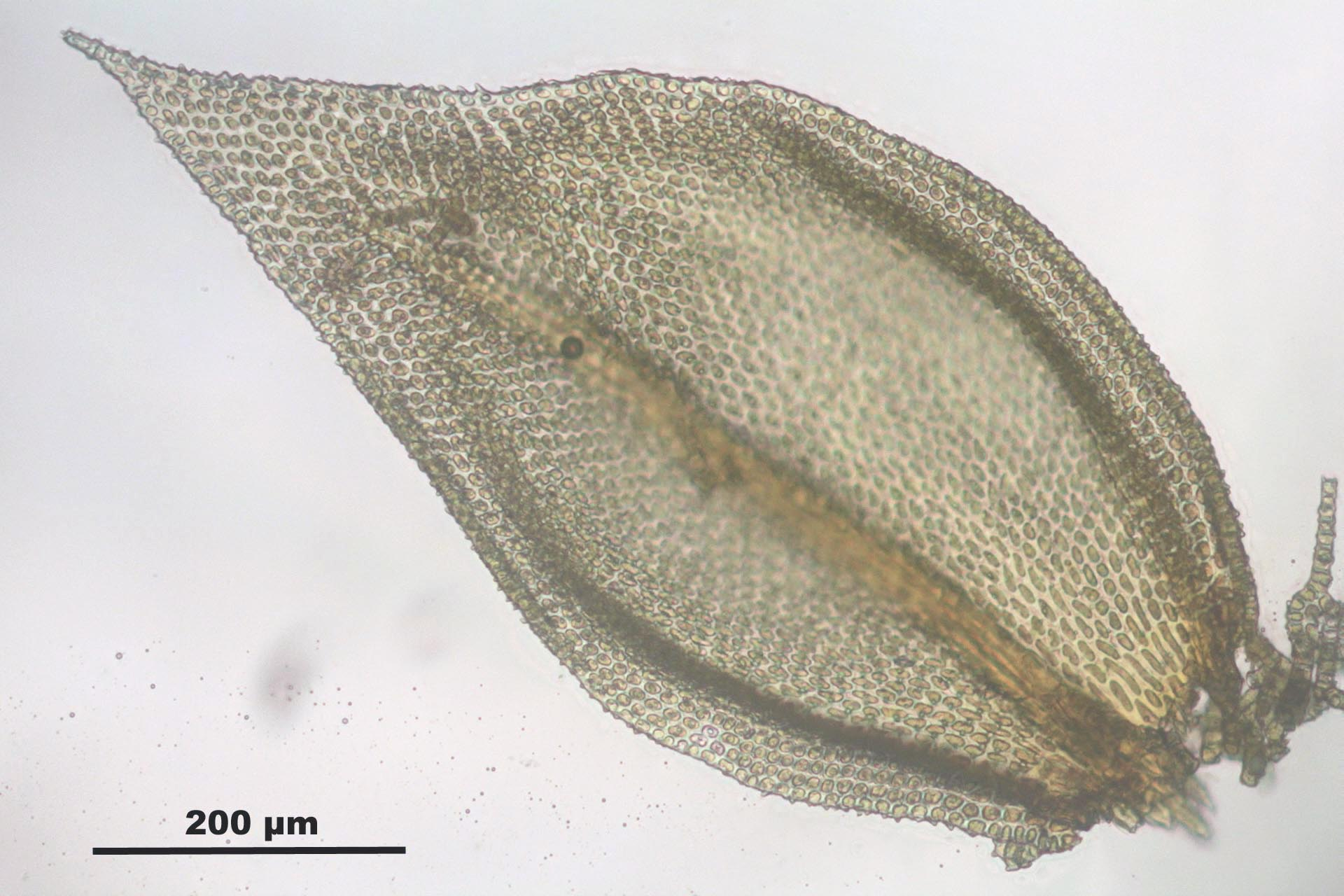
Liść gałązkowy

## Biologia i ekologia
Jodłówka pospolita jest rośliną wieloletnią, okres wegetacji trwa cały rok.
Siedliskiem są suche i nasłonecznione miejsca, takie jak suche łąki, trawiaste zbocza, a także przybrzeżne wydmy, zapadliska wydmowe, półki skalne. Preferuje płytkie gleby na podłożu skalistym wapiennym lub lessie. Często na skrajach suchych i świeżych drzewostanów sosnowych, na poboczach dróg przy borach sosnowych.

## Zmienność
Wyróżniane są dwie odmiany, które tworzą także formy mieszańcowe:
- Abietinella abietina var. abietina – odmiana typowa o liściach łodygowych o długości 1–1,4 mm[6],
- Abietinella abietina var. histricosa – odmiana o dłuższych liściach łodygowych dorastających do 1,5–2 mm, gęstszych i prostszych gałązkach[6]

## Ochrona
Gatunek jest objęty w Polsce ochroną częściową nieprzerwanie od 2004 roku.